# Sincara
Sincara é um gênero de traça pertencente à família Brachodidae.